# Vindkraft i Spanien
Vindkraft är den av de viktigaste källorna till elektrisk energi i Spanien. Vindkraft i Spanien spelar en viktig roll för landets elproduktion: 2022 tillgodosågs cirka 27 % av elbehovet av vindkraft. Det årliga genomsnittet var 10% av den totala produktionen 2007.  De flesta vindkraftverk är placerade på land. År 2023 var endast 7 MW av totalt 30 569 MW havsbaserad varav 5 MW av denna kapacitet kom från ett enda vindkraftverk på Kanarieöarna. 
Spanien energisektor har växt snabbt, särskilt den förnybar energi. För att minska landets koldioxidavtryck har regeringen genomfört en politik för renare energikällor. Resulterat är en betydande ökning av förnybar energi särskilt vind – och solkraft.
Spanien är världens ledande producent av vindkraft, med vindkraftsparker över hela landet. Spanien producerade redan 2007, 20% av elenergin från vindkraftverk i världen. Spanien är också en stor producent av solenergi, främst med stora solkraftsparker Andalusien och Kastilien-La Mancha. Spaniens mål är att 70 % av sin energi ska komma från förnybara källor år 2030. Landet framsteg för att nå detta mål har varit snabb och förnybara energikällor står redan för mer än 50 % av den totala energiproduktionen. Övergången till förnybar energi har lett till nya arbetstillfällen inom energisektorn.
2024 års energiproduktion jämfört med februari 2023 ökade elproduktionen från solenergi, vindkraft och vattenkraft med 32,9 procent till 13 gigawattimmar, och utgjorde nästan 60 procent av den totala elproduktionen. Vindkraft stod för 31,2 procent av den totala elproduktionen och var största energikälla för femte månaden i rad. 6,9 gigawattimmar var en ökning med 47,6 procent sedan februari 2023. Solenergins sammanlagda resultat var 2,5 gigawattimmar i februari 2024, en ökning med 16,2 procent. Solen producerade då 11,3 procent av landets totala elproduktion.  Förnybar elproduktion i februari satte rekord med 81,4 procent av Spaniens totala elproduktion.

## Energipolitik

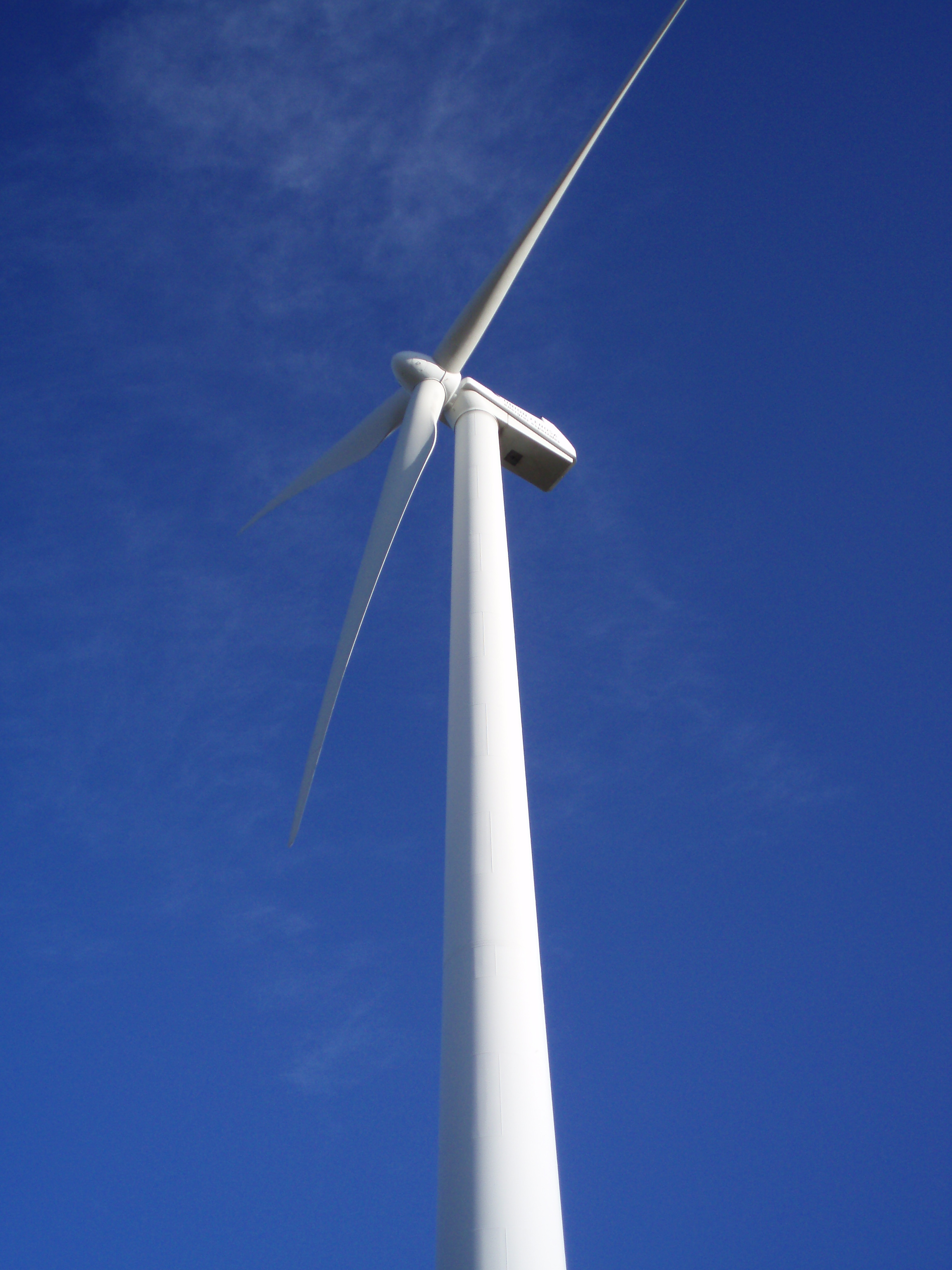
Vindgenerator i León, Unión Fenosa.

År 2005 antog Spaniens regering en ny nationell lag med målet att nå en produktion på 20 000 MW förnybar energi år 2010. Enligt den spanska energiplanen skulle 30 % av energin komma från förnybara energikällor och nå 20,1 GW 2010 och 36 GW 2020. Hälften av denna energi förväntas komma från vindkraftssektorn. Som ses i tabellen nedan nåddes målen för vindkraften redan 2016. Vindkraft är en mycket viktig energikälla i Spanien. 
År 2011 godkände Spaniens regering i den nationella planen för förnybar energi vindmål för perioden 2011-2020 på 35 000 MW installerade till 2020 i landbaserad vindkraft och 3000 MW i havsbaserad vindkraft.

## Produktion
| Installerad effekt (MW) | Installerad effekt (MW) | Installerad effekt (MW) | Installerad effekt (MW) |
| Nr                      | Autonom region          | 2008                    | 2016                    |
| ----------------------- | ----------------------- | ----------------------- | ----------------------- |
| 1                       | Kastilien och Leon      | 2 818                   | 5 593                   |
| 2                       | Kastilien-La Mancha     | 3 131                   | 3 807                   |
| 3                       | Andalusien              | 1 459                   | 3 338                   |
| 4                       | Galicien                | 2 951                   | 3 330                   |
| 5                       | Aragonien               | 1 723                   | 1 893                   |
| 6                       | Katalonien              | 347                     | 1 269                   |
| 7                       | Valencia                | 590                     | 1 189                   |
| 8                       | Navarra                 | 937                     | 1 004                   |
| 9                       | Asturien                | 277                     | 518                     |
| 10                      | La Rioja                | 446                     | 447                     |
| 11                      | Murcia                  | 152                     | 262                     |
| 12                      | Kanarieöarna            | 133                     | 182                     |
| 13                      | Baskien                 | 152                     | 153                     |
| 14                      | Kantabrien              | 17                      | 38                      |
| 15                      | Baleariska öarna        | 3,6                     | 4                       |
|                         | Totalt i Spanien (MW)   | 15 145                  | 23 026                  |

Vindkraften är en av många framtidsteknologier där Spanien innehar en stor roll.
Spanien var efter Tyskland den näst största producenten av vindkraft i Europa, och med en produktionsnivå liknande den i USA, och var 2010 också bland de tre länder som producerade mest energi i världen på detta område. Detta beror på ett stabilt regelverk, en bättre kunskap om resurser och bättre teknik, vilket har lett till en avsevärd minskning av nyinvesteringar, underhåll och drift. 

### Situationen 2006 och 2007
2006 hade Spanien en installerad vindkraftskapacitet på 11 615 MW, och var det andra landet i världen när det gäller produktion, tillsammans med Förenta staterna, och bara efter Tyskland. Vindkraften i Spanien slog den 19 mars 2007 ett nytt produktionsrekord och uppnådde 8 375 MW klockan 17:40 timmar, tack vare den starka vind som svepte över en stor del av Iberiska halvön. Detta var en effekt större än den som produceras av de sju kärnkraftverken i Spanien, totalt åtta reaktorer som tillsammans genererar 7 742,32 MW.  

### Situationen 2023
Spanien hade mer än 30 000 MW ackumulerad effekt i vindkraftverken. Vindkraft var största källan till elproduktion i Spanien 2023 och produktionen översteg 24 % av efterfrågetäckningen. 2024 kommer att ge ett likartat resulta. De fanns 2023 mer än 22 000 vindkraftverk installerade i Spanien och de genererar redan mer än 61 TWh vindkraft. Under 2022 installerades endast 1 640 MW vindkraft, en siffra som klart mindre än 4 GW per år som hade motsvarat 62 GW som var det som diskuterades i förslaget till den nationella energi- och klimatplanen (PNIEC) som rapporterats in till EU-kommissionen. Fler Gigawatt är nödvändiga för hushållen och företagens direkta förbrukning men i synnerhet för industriell förbrukning inom nyckelsektorn förnybar vätgas. Om vindkraften inte når målen blir konsekvenserna besvärliga för flera sektorer. Spanien var 2023 det femte landet i världen när det gäller installerad vindkraft, efter Kina, USA, Tyskland och Indien, och det andra i Europa efter Tyskland.
I figuren nedan visas elproduktion från vindkraft i Spanien sedan 1990.

## Spanska tillverkare av vindkraftverk
Det fanns 2024 stora tillverkare av vindkraftverk i Spanien. Acciona Windpower aggregat finns i 18 länder på 5 kontinenter. Företaget har för närvarande fabriker i Spanien, USA och Brasilien. Alstom Wind förvärvades 2015 av GE, men utvecklades från det tidigare företaget Ecotècnia, som förvärvades av Alstom 2007. Gamesa är Spaniens största tillverkare med verk i 54 länder. Företaget har fabriker i Spanien, Kina, Indien och Brasilien.Från att ha börjat med utvecklingen av automatiserade system för tillverkning avrotorblad startade MTorres tillverkningen av egna vindkraftverk år 2000. Det finns installerade i flera parker i hela Spanien.

## Eldrivna fordon
La Asociación Empresarial Eólica (AEE) har lämnat in inför sammankallandet av Plan Nacional de I+D+I ett projekt "REVE" (Regulación Eólica con Vehículos Eléctricos) ("Reglering av vindkraften med hjälp av elektriska fordon"). Fordon som drivs helt med el och laddningsbara hybrider skulle anslutas för att ladda under natten, så att energin från vindkraftverk skulle kunna utnyttjas bättre, och skulle kunna fylla på med ackumulerad energi till nätet på dagen till ett högre pris. 